# Shraga Weil

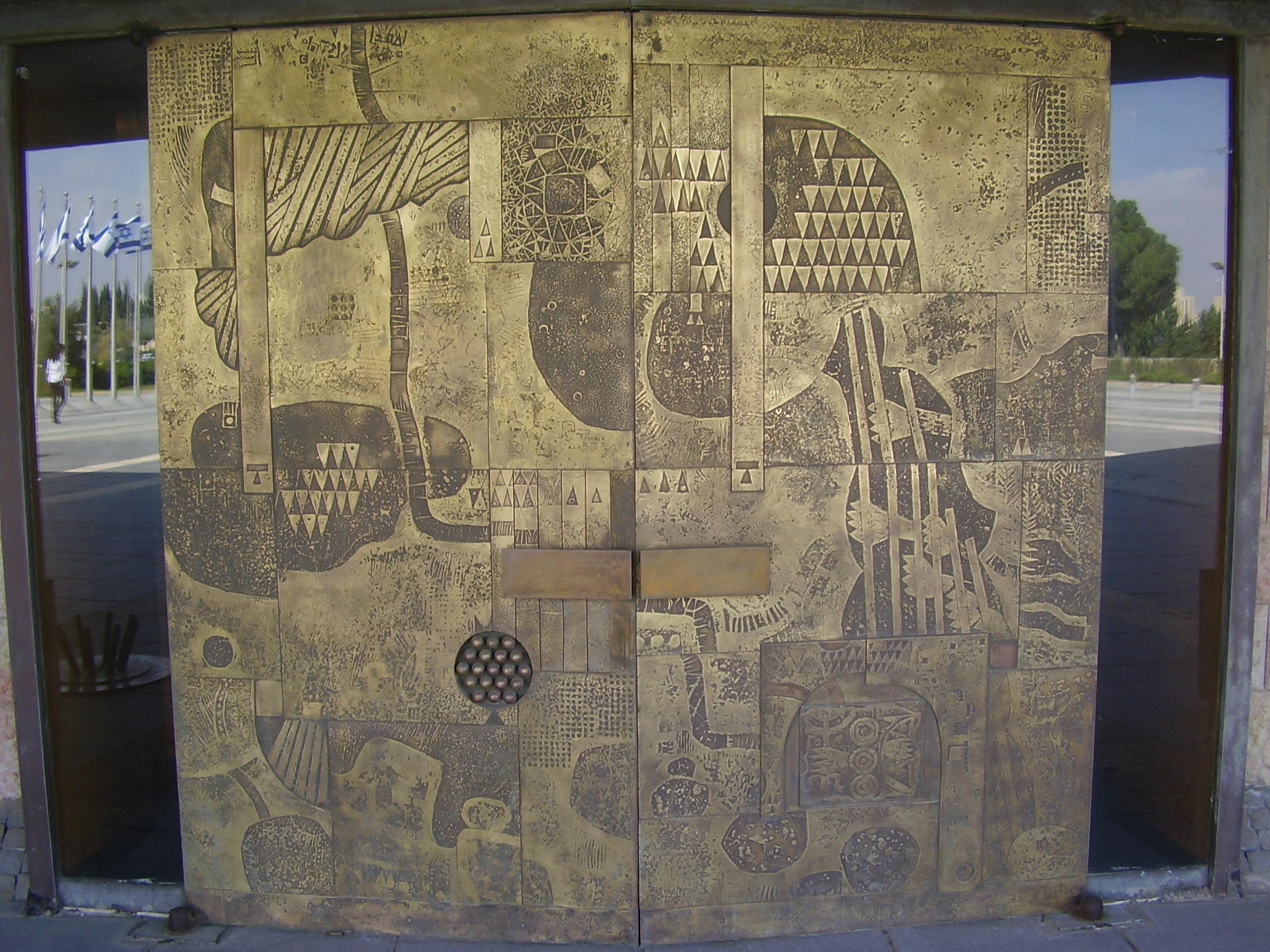
Tür zur Knesset

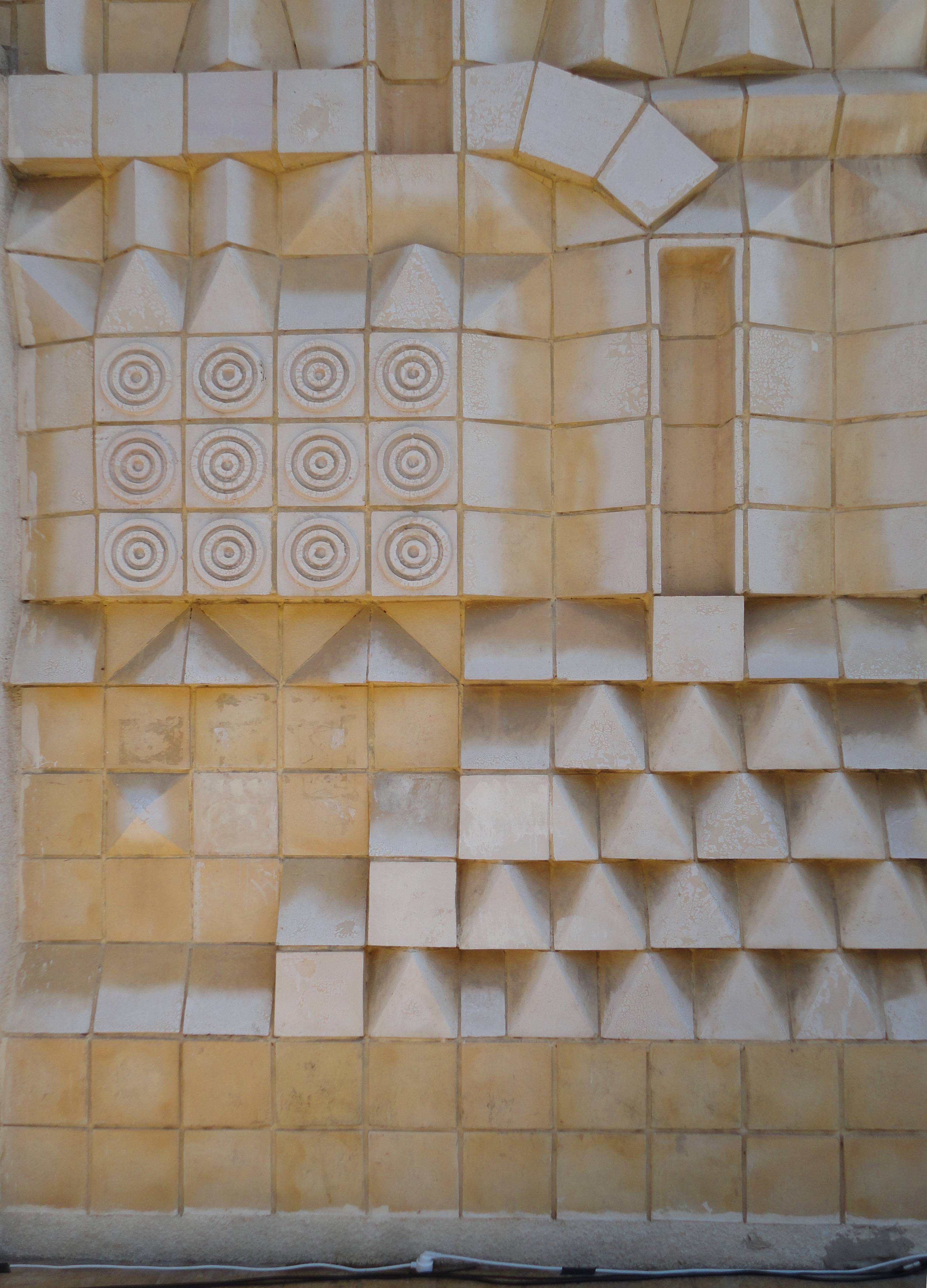
Keramik an der Großen Synagoge Tel Aviv (1970)

Shraga Weil (geboren als František Weil; * 24. September 1918 in Nitra, Österreich-Ungarn, heute: Slowakei; gestorben 20. Februar 2009 im Kibbuz HaOgen, Scharonebene) war ein slowakisch-israelischer Maler und Grafiker.

## Leben
František Weil wurde in seiner Jugend Mitglied der Pfadfinderorganisation Hashomer Hatzair und der Sportorganisation Makabi. Seine Großfamilie war teilweise auch in Wien ansässig. Er studierte von 1937 bis 1939 Bildhauerei an der Prager Akademie der Bildenden Künste. Im März 1939 wurde von den Deutschen die Tschechoslowakei zerschlagen und ein Slowakischer Vasallenstaat errichtet. 
Weil fand eine Beschäftigung in Bratislava. Vor der zunehmenden Judenverfolgung in der Slowakei floh er 1942 in das noch sicher scheinende Budapest. Im Sommer 1944 entging er der Judenverfolgung in Ungarn, kehrte in die Slowakei zurück und nahm am Slowakischen Aufstand teil.
Im Jahr 1947 gelangte er auf illegalem Wege nach Palästina, wo 1948 der Staat Israel gegründet wurde. Weil wurde Mitglied im Kibbuz HaOgen. Er ergänzte seine künstlerische Ausbildung durch Studienaufenthalte an der École des beaux-arts de Paris 1953 und in Ravenna. 
Weil wirkte als Maler, Grafiker, Buchausstatter und Bildhauer. Er hatte weltweit Ausstellungsbeteiligungen und erhielt öffentliche Aufträge. Seine monumentalen Arbeiten wurden unter anderem im Gebäude der Knesseth und im Kennedy Center in Washington, D.C. angebracht. Werke von ihm befinden sich in vielen öffentlichen Sammlungen. Im Jahr 1959 gehörte Weil zu den Empfängern des Dizengoff-Preises für Malerei.